# Edward Kaźmierczak
Edward Kaźmierczak (ur. 6 października 1908 w Łodzi, zm. 6 marca 2002 w Łodzi) – przewodniczący Prezydium Rady Narodowej Miasta Łodzi od 24 maja 1956 do 29 kwietnia 1971.

## Życiorys
Pochodził ze stosunkowo dobrze sytuowanej rodziny robotniczej o lewicowych tradycjach politycznych. W 1926 ukończył Państwową Szkołę Handlową. Pracował w oddziale łódzkim Banku Związków Spółek Zarobkowych. Następnie po odbyciu jednorocznej ochotniczej służby wojskowej podjął pracę w Izbie Skarbowej w Łodzi. W 1937 wrócił do Banku Związków Spółek Zarobkowych. Wiosną 1939 został zmobilizowany i wcielony do 37 Pułku Piechoty w Kutnie. W czasie II wojny światowej brał udział w bitwie nad Bzurą. Do Łodzi na stałe powrócił jesienią 1940 i do końca wojny pracował w firmie transportowej. W okresie Drugiej Rzeczypospolitej i wojny pomimo swych lewicowych i socjalistycznych sympatii nie był czynny politycznie.
W lutym 1945 zatrudnił się na krótko w oddziale łódzkim NBP, w marcu pracował w Centrali Zjednoczenia Przemysłu Pończoszniczego w Łodzi, a od sierpnia 1945 do połowy 1946 w Jeleniej Górze jako dyrektor w Fabryce Wyrobów Dzianych. Po powrocie do Łodzi pracował w kilku fabrykach włókienniczych. W 1948 r. podjął studia na Wydziale Prawa Uniwersytetu Łódzkiego, które ukończył w 1960. W latach 1950–1951 był zatrudniony w Warszawie w Departamencie Zatrudnienia i Płac Ministerstwa Przemysłu Lekkiego, a w latach 1951–1956 był dyrektorem generalnym w Centralnym Zarządzie Przemysłu Dziewiarskiego.
24 maja 1956 objął funkcję przewodniczącego Prezydium Rady Narodowej Miasta Łodzi. Na tym stanowisku pozostał do 29 kwietnia 1971. Równocześnie został członkiem Egzekutywy Komitetu Łódzkiego PZPR, a na IV Zjeździe PZPR został wybrany na zastępcę członka Komitetu Centralnego PZPR. Należał m.in. do ścisłego grona inicjatorów założenia, a później najbardziej czynnych działaczy Towarzystwa Przyjaciół Łodzi.
W początku lat siedemdziesiątych zrezygnował z udziału w życiu politycznym i przeszedł na emeryturę. Pochowany został na cmentarzu rzymskokatolickim św. Anny na Zarzewie.

## Odznaczenia
- Order Sztandaru Pracy I klasy (1964)[1]
- Krzyż Oficerski Orderu Odrodzenia Polski  (1959)[2]
- Medal „Za zasługi dla Pomorskiego Okręgu Wojskowego” (1970)[3]